# 黄褐杜鹃
黄褐杜鹃（学名：[Rhododendron minyaense] 错误：{{Lang}}：文本有斜体标记（帮助））为杜鹃花科杜鹃花属下的一个种。

## 扩展阅读
- 維基物種上的相關：黄褐杜鹃